# Irena Marciniak
Irena Marciniak z d. Lesisz (ur. 22 lutego 1929 we wsi Podosk Stary, zm. 5 lipca 2002 w Stargardzie Szczecińskim) – od 1944 sanitariuszka Brygady AL im. Wandy Wasilewskiej.

## Życiorys
Urodziła się 22 lutego 1929 w rodzinie rolników Romana i Marianny Lesiszów. W 1934 razem z rodzicami wyjechała na Polesie do Lubieszowa nad Stochodem. Wychowywała się z pięciorgiem rodzeństwa i uczęszczała do szkoły powszechnej.
Po wybuchu wojny do 1942 jeszcze się uczyła, aż do momentu zamknięcia szkół polskich przez okupanta niemieckiego. Kiedy okupant we wrześniu 1943 wycofał się z Polesia, nasiliły się bandyckie akcje Ukraińskiej Powstańczej Armii, podczas której Irena 9 listopada 1943 straciła oboje rodziców, a jej dom rodzinny spalono. Rodzice zginęli w płomieniach podpalonego przez bandę UPA budynku razem z ok. 200 Polakami zwołanymi na zebranie gromadzkie. Irena z bratową i małym bratankiem ukrywali się u ukraińskiej rodziny Sołoszuk, a jej pozostałe rodzeństwo u innych ukraińskich rodzin. Wkrótce wraz z siostrami i bratową podjęły wędrówkę w kierunku Bałandycz, do leśnego obozu partyzanckiego, gdzie w styczniu 1944 odnalazł ją szwagier Janczarek. Wkrótce 15-letnia Irena ze starszym rodzeństwem została przyjęta do oddziału partyzanckiego im. J. Dąbrowskiego do plutonu, którego dowódcą był jej szwagier. Razem z oddziałem posuwała się na zachód, a kiedy oddział zatrzymał się na dłuższym postoju niedaleko Bugu, Irena przeszła podstawowe szkolenie posługiwania się bronią, a także udzielania pierwszej pomocy rannym. Został tam zorganizowany szpitalik partyzancki, w którym opiekowała się chorymi na tyfus. Następnie przeniesiono ją do sztabu Brygady AL im. Wandy Wasilewskiej, w której powierzono jej opiekę nad chorym dowódcą brygady Stanisławem Szelestą. Pod koniec kwietnia 1944 brygada otrzymała rozkaz przeprawienia się na zachodni brzeg Bugu. Irena razem z rekonwalescentami i rannymi przeprawiała się pod silnym ostrzałem niemieckim. 14 czerwca przeszła swój pierwszy chrzest bojowy. Doszło do krwawej walki na Porytowym Wzgórzu. Podczas walki była na pierwszej linii frontu, gdzie lżej rannych partyzantów opatrywała na miejscu, a ciężko rannych na plecach ciągnęła do prowizorycznych ambulatoriów liniowych. Po udanym wyrwaniu się brygady z okrążenia, dotarła z nią do wioski Ciasna na Lubelszczyźnie, a podczas marszu opiekowała się rannymi. 22 czerwca po wielu trudach znaleźli się w rejonie Lasów Biłgorajskich, gdzie ponownie zostali otoczeni przez Niemców. Podczas bitwy Irena została ciężko ranna od wybuchu granatu, urwany został jej palec u nogi, a w ciele utkwiło 26 odłamków, które były przez lekarzy wyciągane z jej ciała przez następnie 15 lat. Zaopiekowali się nią siostra i brat, który na rękach wyniósł ją z okrążenia. Kiedy kolejny raz przebijała się z oddziałem w Lasach Janowskich, po przekroczeniu rzeczki Szum, zgubiła swój oddział. Pozostała sama, bez pomocy, ranna, bez jedzenia i picia, cudem przetrwała ukrywając się w krzakach przez 4 doby, w pobliżu stacjonujących Niemców budujących w tym czasie most na rzece. Po odejściu Niemców z trudem udało jej się dotrzeć do wsi Górecko Kościelne, w której przez mieszkańców została udzielona jej pomoc, a następnie odwieziona została do szpitala w Zwierzyńcu. Następnie przewieziono ją do szpitala w Szczebrzeszynie, gdzie lekarze uratowali jej rękę przed amputacją. W szpitalu doczekała się wejścia Armii Czerwonej i tutaj odnalazła ją siostra Helena, która z końcem września 1944 zabrała Irenę ze szpitala do Chełma Lubelskiego.
Po zakończeniu wojny w Chełmie podjęła kurs szkoły powszechnej, a następnie gimnazjum, jednak została zmuszona do przerwania nauki przez ciężkie warunki materialne. W 1946 rozpoczęła pracę w KW PPR, a następnie była skierowana do Zarządu Wojewódzkiego ZWM w Kielcach. Od 1945 do 1949 należała do ZWM. W latach 1947–1961 pracowała w radach narodowych. Od 1959 była członkinią Związku Bojowników o Wolność i Demokrację, w którym w Szczecinie pełniła funkcję członka Zarządu Wojewódzkiego i była delegatem na IV i V Kongres ZBoWiD. Od 1961 do 30 listopada 1981 w Rejonowym Przedsiębiorstwie Gospodarki Komunalnej i Mieszkaniowej w Stargardzie Szczecińskim pracowała na stanowisku starszego referenta.
Należała także do Związku Inwalidów Wojennych, była działaczką Frontu Jedności Narodu i Patriotycznego Ruchu Odrodzenia Narodowego. Na początku lat 80. była także członkinią Miejskiej Komisji Kontroli Społecznej. Za swoją działalność w 1955 była odznaczona Medalem 10-lecia PRL oraz w 1983 KKOOP. 
Zmarła 5 lipca 2002 w Stargardzie Szczecińskim.

## Odznaczenia
- Krzyż Kawalerski Orderu Odrodzenia Polski – 1983
- Krzyż Srebrny Orderu Wojennego Virtuti Militari – Uchwała Rady Państwa z 17 stycznia 1964 „za czynny udział w walkach z hitlerowskim okupantem”
- Krzyż Partyzancki – 1961
- Brązowy Medal „Za zasługi dla obronności kraju” – 1969
- Medal 10-lecia Polski Ludowej – 1955
- Medal Zwycięstwa i Wolności 1945 – 1972
- Odznaka Synów Pułku – 1968
- Odznaka Honorowa Gryfa Pomorskiego – 1969